# Edgardo Rodríguez
Edgardo Rodríguez (Tacuarembó, 25 de diciembre de 1961) es un político uruguayo perteneciente al Frente Amplio. Se ha desempeñado como diputado por el Movimiento de Participación Popular (MPP) por el departamento de Tacuarembó desde el año 2005 hasta la fecha.

## Biografía
Durante su juventud trabajó como asalariado en varias áreas: peón de aserradero, panadero, peón en la construcción, obrero en un frigorífico y empleado de tienda. Mientras realizaba estas tareas se desarrollaba también como pequeño productor lechero, actividad que cumplió hasta ingresar en el Parlamento como diputado en febrero de 2005.
En 1989 se incorpora al Movimiento de Participación Popular (MPP), sector integrante del Frente Amplio. 
En 1994 ingresó como Educador al INAME, desempeñándose en el “Hogar Infantil” y en el “Hogar de Varones” hasta el año 2004. En mayo del año 2000 fue elegido edil de la Junta Departamental de Tacuarembó por su partido. 
En las elecciones nacionales de 2004 fue elegido diputado por el Espacio 609, cargo que ejerció durante la legislatura 2005-2010. Su participación en la Cámara de Representantes fue histórica al haber sido el primer diputado de izquierda de Tacuarembó.
En las elecciones nacionales de 2009 fue reelecto para ocupar una banca en la Cámara de Representantes, nuevamente por el Espacio 609 del Frente Amplio (FA), integrado por el MPP y otras agrupaciones. 
Fue uno de los candidatos del FA para el cargo de intendente del departamento de Tacuarembó, apoyado por su sector, en las elecciones departamentales y municipales de mayo de 2010.
En las elecciones nacionales realizadas el 26 de octubre de 2014 fue elegido, por tercera vez consecutiva, diputado por el Espacio 609 para representar otra vez al departamento de Tacuarembó en el Parlamento, en esta oportunidad en la legislatura 2015 - 2020.